# Pablo Dorado
Pablo Dorado (Montevideo, 1908. június 22. – Montevideo, 1978. november 18.), világbajnok uruguayi válogatott labdarúgó.
Az uruguayi válogatott tagjaként részt vett az 1930-as világbajnokságon.

## Sikerei, díjai
River Plate
- Argentin bajnok (1): 1932

Uruguay
- Világbajnok (1): 1930

## Külső hivatkozások
- Statisztika az RSSSF.com honlapján
- Világbajnok keretek az RSSSF.com honlapján
- Pablo Dorado a FIFA.com honlapján Archiválva 2014. június 22-i dátummal az Archive.is-en